# Eupeodes americanus
Eupeodes americanus är en tvåvingeart som först beskrevs av Christian Rudolph Wilhelm Wiedemann 1830.  Eupeodes americanus ingår i släktet fältblomflugor, och familjen blomflugor. Inga underarter finns listade i Catalogue of Life.

## Bildgalleri

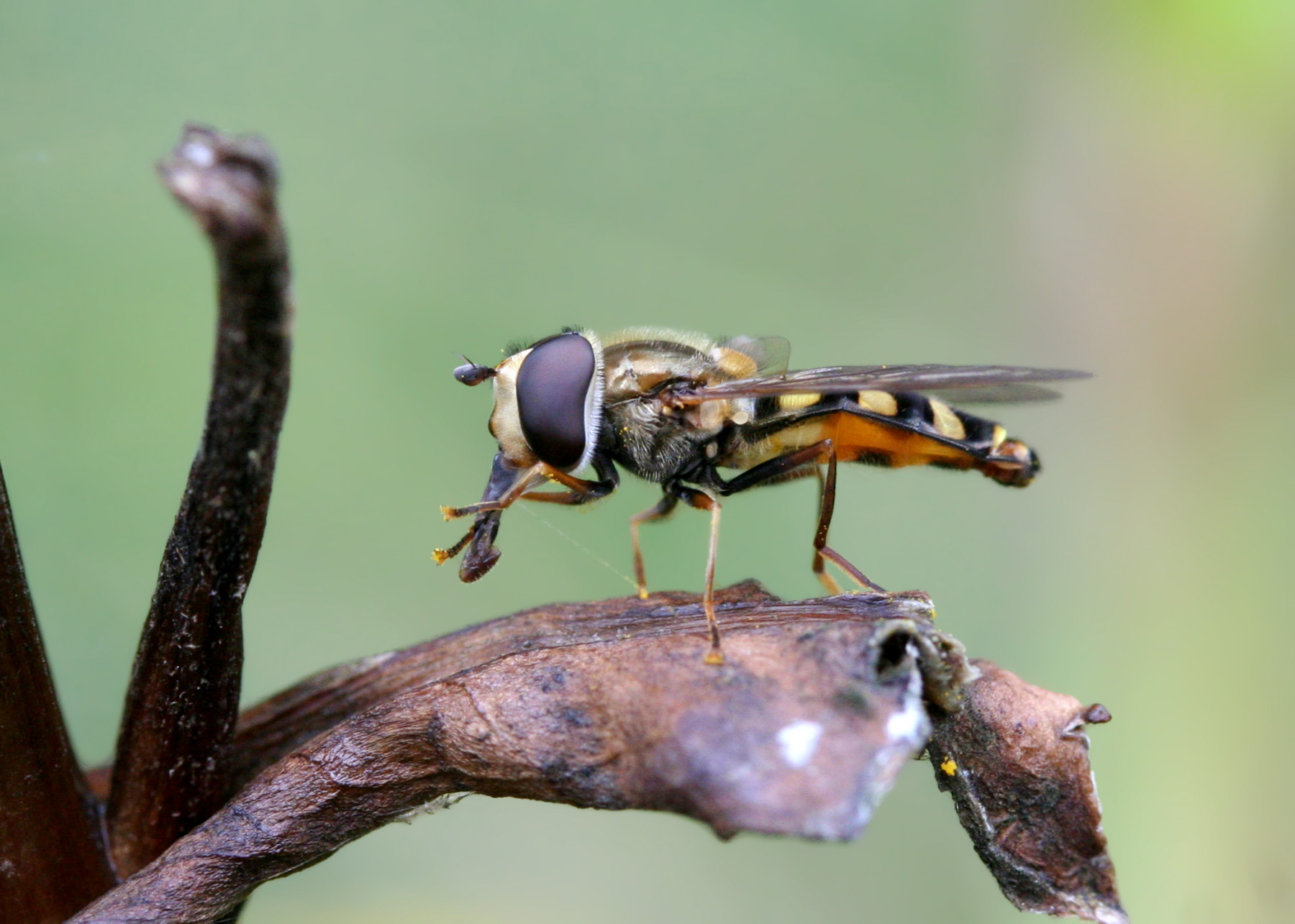